# Demà (documental)
Demà (originalment en francès, Demain) és una pel·lícula documental francesa del 2015 dirigida per Cyril Dion i Mélanie Laurent. El 2021 va ser doblada en català per TV3.
Davant d'un futur que els científics veuen amb gran preocupació, la pel·lícula té la capacitat de no cedir al catastrofisme. De manera positiva, identifica iniciatives que s'han tirat endavant en deu països d'arreu del món que donen solució als reptes ambientals i socials del segle XXI, ja sigui en agricultura, energia, economia, educació i governança.
Demà va superar el milió d'entrades venudes a França. El 2016 va guanyar el premi César al millor documental i es va distribuir a 27 països. L'equip de producció de Demà es va quedar curt en finançament. El 27 de maig de 2014, va llançar activitats de micromecenatge a la plataforma d'Internet KissKissBankBank amb l'objectiu de recollir 200.000 euros per finançar la pel·lícula i el lloguer d'equips de rodatge. Dos mesos després, el 26 de juliol, l'equip havia recaptat 444.390 euros —més d'una quarta part del pressupost de la pel·lícula— amb l'ajuda de 10.266 col·laboradors.
A diferència d'altres pel·lícules documentals que se centren en la causa dels desequilibris ambientals globals i les seves conseqüències negatives (com Le Syndrome du Titanic, The 11th Hour, An Inconvenient Truth, Nos enfants nous accuseront i Home), Demà ofereix un enfocament constructiu (similar a Solutions locales pour un désordre global) que proposa solucions als problemes ambientals als quals s'enfronta la humanitat.
El codirector Cyril Dion va utilitzar l'èxit de la pel·lícula per donar suport al moviment Colibris, un grup que busca canviar l'estil de vida modern, per exemple durant la campanya presidencial francesa del 2017.